# 2924 Mitake-mura
2924 Mitake-mura је астероид главног астероидног појаса са средњом удаљеношћу од Сунца која износи 2,885 астрономских јединица (АЈ).
Апсолутна магнитуда астероида је 12,2.